# وادي الكلاب
وادي الكُلاب قال ياقوت في معجم البلدان : «بالضم، وآخره باء موحدة، علم مرتجل غير منقول، وقال أبو زياد: الكُلاب واد يسلك بين ظهري ثهلان، وثهلان: وهو جبل في ديار بني العرجاء من بني نمير.»
ويُدعى حاليًا بشعيب الشعراء وقع فيه يومين من أشهر أيام الجاهلية وهي معركتي الكُلاب الأول و الثاني.

## اسمه ومعناه
الكُلاب -بضم الكاف الأولى وتخفيف اللام - يُنطق خَطأً من الكثير بالكِلاب جمع كلب (الحيوان) وهذا خطأ واضح فهو الكُلاب بضم الكاف من الكُلْبة وهي التعب والمشقة. وقد قال ياقوت أيضًا في معجم البلدان موضحًا معناه :«وإنّما سمي الكُلاب لما لقوا فيه من الشرّ.»

## الوادي في أشعار العرب
قال لبيد بن ربيعة : 
- لاقَى البَدِي الكُلابَ فاعتلجَا ** مَوْجُ أَتِيَّيْهِما لِمَنْ غَلَبَا[3]

وذكره امرؤ القيس بعد مقتل عمه شُرحبيل فقال في معرض من قصيدةٍ طويلة
- كما لاقى أبي حجر وجدّي **ولا أنسى قتيلا بالكلاب[1]

## يوم الكلاب الأول
هي حرب وقعت بين شرحبيل وسلمة ابني الحارث بن عمرو بن حجر ومن والأهم من قبائل العرب وكل فريق من القبائل أتبع صاحبه

## يوم الكلاب الثاني
لما أوقع كسرى ببني تميم يوم الصفقة بالمُشقر فقتل المُقاتلة وبقيت الأموال والذراري، بلغ ذلك مذحج ، فمشى بعضهم إلى بعض وقالوا : اغتنموا بني تميم، ثم بعثوا الرسل في قبائل اليمن وأحلافها من قضاعة ، فقالت مذحج للمأمور الحارثي وهو كاهن : ما ترى؟ فقال لهم : لا تغزو بني تميم فإنهم يسيرون أعقابا ويردون مياها جبابا فتكون غنيمتكم تُرابنا وحصل ما توقعه الكاهن وهزمت الأحلاف وانتصرت تميم.